# Andreas Huyssen
Andreas Huyssen (Alemania, 1942) es un catedrático de Filología germánica y Literatura comparada de la Universidad de Columbia. 

## Carrera
Como docente e investigador, ha centrado su investigación en la literatura y la cultura germánica de los siglos XVII-XX y el análisis crítico de la contemporaneidad, abordando temáticas como la postmodernidad y la memoria cultural en los conflictos políticos internacionales. En este último campo ha sido un autor de referencia en el estudio de los procesos de construcción de memoria colectiva, centrándose especialmente en el caso de Alemania y Argentina. Su reconocimiento internacional le ha llevado a participar en numerosas conferencias y sus libros se han traducido a varios idiomas. Entre las publicaciones más destacadas hallamos Después de la gran división: modernismo, cultura de masas, posmodernismo (Indiana University Press, 1986), Twilight Memories:  Marking Time in a Culture of Amnesia (Routledge, 1995), Present Pasts: Urban Palimpsests and the Politics of Memory (Stanford University Press, 2003) y su último trabajo Modernismo después de la posmodernidad (Gedisa, 2010).